# Associazione Calcio Taverne 2022-2023
Questa voce raccoglie le informazioni riguardanti il Associazione Calcio Taverne nelle competizioni ufficiali della stagione 2022-2023.

## Stagione
Nella stagione 2022-2023 il Taverne, allenato da Damiano Meroni, concluse il campionato di Prima Lega al 10º posto.

## Rosa
| N. |                     | Ruolo | Calciatore         |
| -- | ------------------- | ----- | ------------------ |
| 1  | Svizzera (bandiera) | P     | Aleandro Prati     |
| 3  | Italia (bandiera)   | D     | Alessio Telesca    |
| 4  | Italia (bandiera)   | D     | Samuele Sordillo   |
| 6  | Italia (bandiera)   | D     | Michael Kabamba    |
| 7  | Svizzera (bandiera) | A     | Nathan Muadianvita |
| 8  | Italia (bandiera)   | D     | Samba Ndaw         |
| 9  | Svizzera (bandiera) | A     | Federico Novaresi  |
| 10 | Svizzera (bandiera) | D     | Yanick Guerchadi   |
| 11 | Italia (bandiera)   | C     | Vittorio Vitulli   |
| 12 | Italia (bandiera)   | P     | Andrea Cataldo     |
| 13 | Svizzera (bandiera) | C     | Matteo Borioli     |
| 14 | Svizzera (bandiera) | A     | Florjan Seferaj    |

| N. |                         | Ruolo | Calciatore          |
| -- | ----------------------- | ----- | ------------------- |
| 15 | Serbia (bandiera)       | D     | Dušan Cvetković     |
| 17 | Italia (bandiera)       | C     | Giovanni Guaita     |
| 18 | Senegal (bandiera)      | A     | Mansour Niang       |
| 19 | Svizzera (bandiera)     | A     | Seo Mattei          |
| 20 | Italia (bandiera)       | A     | Yari Perini         |
| 21 | Svizzera (bandiera)     | A     | Samuele Lago Mille  |
| 22 | Svizzera (bandiera)     | C     | Francesco Fontana   |
| 23 | Italia (bandiera)       | A     | Jacopo El Idrissi   |
| 24 | Svizzera (bandiera)     | D     | Nicolo di Benedetto |
| 32 | Burkina Faso (bandiera) | D     | Abasse Traore       |
| 35 | Svizzera (bandiera)     | P     | Emanuele Durini     |
| 37 | Svizzera (bandiera)     | A     | Nestor Carrasco     |

## Organigramma societario
Area tecnica
- Allenatore: Damiano Meroni
- Allenatore in seconda:
- Preparatore dei portieri:
- Preparatori atletici:

## Calciomercato

### Sessione estiva
| Acquisti | Acquisti          | Acquisti        | Acquisti |
| R.       | Nome              | da              | Modalità |
| -------- | ----------------- | --------------- | -------- |
| P        | Emanuele Durini   | Paradiso        |          |
| C        | Noah Luongo       | Team Ticino U18 |          |
| C        | Tomas Cocimano    | Paradiso        |          |
| C        | Matteo Borioli    | Team Ticino U18 |          |
| A        | Federico Novaresi | Cadenazzo       |          |
| C        | Lenny Rezzonico   | Team Ticino U18 |          |
| A        | Florjan Seferaj   | Lugano II       |          |

| Cessioni | Cessioni        | Cessioni  | Cessioni |
| R.       | Nome            | a         | Modalità |
| -------- | --------------- | --------- | -------- |
| C        | Leonard Berisha | Cadenazzo |          |
| A        | Numa Felici     | Mendrisio |          |
| P        | Mateo Seitaj    | Mendrisio |          |

### Sessione invernale
| Acquisti | Acquisti           | Acquisti  | Acquisti |
| R.       | Nome               | da        | Modalità |
| -------- | ------------------ | --------- | -------- |
| A        | Seo Mattei         | Chiasso   |          |
| D        | Samuele Sordillo   | Seregno   |          |
| A        | Samuele Lago Mille | Mendrisio |          |
| D        | Alessio Telesca    | Ascona    |          |

| Cessioni | Cessioni              | Cessioni           | Cessioni |
| R.       | Nome                  | a                  | Modalità |
| -------- | --------------------- | ------------------ | -------- |
| C        | Jimmy Tchaoulé        | Paradiso           |          |
| C        | Tomas Cocimano        | Rapid Lugano       |          |
| P        | Francesco Carpentieri | FC Collina d'Oro   |          |
| A        | Kevin Kantor          | FC Collina d'Oro   |          |
| C        | Noah Luongo           | Gambarogno-Contone |          |

## Risultati

### Prima Lega

#### andata
| Kreuzlingen 6 agosto 2022, ore 16:00 CEST 1ª giornata                                  | Kreuzlingen | 1 – 3 referto                           | Taverne | Sportplatz Hafenareal (230 spett.) |
| \| \| \| \| \| Arifagic 17’ \| Marcatori \| 20’ Muadianvita 49’ Seferaj 82’ Idrissi \| |             |                                         |         |                                    |
|                                                                                        |             |                                         |         |                                    |
| Arifagic 17’                                                                           | Marcatori   | 20’ Muadianvita 49’ Seferaj 82’ Idrissi |         |                                    |

| Torricella-Taverne 13 agosto 2022, ore 17:00 CEST 2ª giornata     | Taverne   | 1 – 1 referto       | Uzwil | Campo comunale Taverne (160 spett.) |
| \| \| \| \| \| Seferaj 32’ \| Marcatori \| 76’ (rig.) Hajrović \| |           |                     |       |                                     |
|                                                                   |           |                     |       |                                     |
| Seferaj 32’                                                       | Marcatori | 76’ (rig.) Hajrović |       |                                     |

| Arbitro: | Prskalo |

|                                            |           |                             |
| Di Maggio 1’, 24’ Abegglen 10’ (rig.), 55’ | Marcatori | 31’ Muadianvita 88’ Idrissi |

| Torricella-Taverne 28 agosto 2022, ore 17:00 CEST 4ª giornata         | Taverne   | 2 – 1 referto | Paradiso | Campo comunale Taverne |
| \| \| \| \| \| Cvetković 14’, 90’ (rig.) \| Marcatori \| 9’ Foglia \| |           |               |          |                        |
|                                                                       |           |               |          |                        |
| Cvetković 14’, 90’ (rig.)                                             | Marcatori | 9’ Foglia     |          |                        |

| Freienbach 3 settembre 2022, ore 16:00 CEST 5ª giornata       | Freienbach | 0 – 2 referto               | Taverne | Sportanlage Chrummen (150 spett.) |
| \| \| \| \| \| \| Marcatori \| 38’ Vitulli 73’ Muadianvita \| |            |                             |         |                                   |
|                                                               |            |                             |         |                                   |
|                                                               | Marcatori  | 38’ Vitulli 73’ Muadianvita |         |                                   |

| Torricella-Taverne 10 settembre 2022, ore 17:00 CEST 6ª giornata | Taverne | 0 – 0 referto | Wettswil-Bonstetten | Campo comunale Taverne |

| Canobbio 17 settembre 2022, ore 17:00 CEST 7ª giornata                    | Lugano II | 3 – 1 referto | Taverne | Centro sportivo Al Maglio |
| \| \| \| \| \| de Jesus 32’, 55’ Bašić 74’ \| Marcatori \| 46’ Idrissi \| |           |               |         |                           |
|                                                                           |           |               |         |                           |
| de Jesus 32’, 55’ Bašić 74’                                               | Marcatori | 46’ Idrissi   |         |                           |

| Torricella-Taverne 24 settembre 2022, ore 17:00 CEST 8ª giornata                  | Taverne   | 2 – 2 referto         | Linth 04 | Campo comunale Taverne |
| \| \| \| \| \| Cvetković 35’ Idrissi 90’ \| Marcatori \| 72’ Kubli 74’ Pereira \| |           |                       |          |                        |
|                                                                                   |           |                       |          |                        |
| Cvetković 35’ Idrissi 90’                                                         | Marcatori | 72’ Kubli 74’ Pereira |          |                        |

| Zurigo 2 ottobre 2022, ore 16:00 CEST 9ª giornata                       | Kosova Zurigo | 0 – 3 referto                         | Taverne | Juchhof 1 |
| \| \| \| \| \| \| Marcatori \| 24’ Seferaj 79’ Novaresi 84’ Tchaoulé \| |               |                                       |         |           |
|                                                                         |               |                                       |         |           |
|                                                                         | Marcatori     | 24’ Seferaj 79’ Novaresi 84’ Tchaoulé |         |           |

| Torricella-Taverne 8 ottobre 2022, ore 17:00 CEST 10ª giornata | Taverne   | 1 – 1 referto | Eschen/Mauren | Campo comunale Taverne |
| \| \| \| \| \| Seferaj 67’ \| Marcatori \| 51’ Gaye \|         |           |               |               |                        |
|                                                                |           |               |               |                        |
| Seferaj 67’                                                    | Marcatori | 51’ Gaye      |               |                        |

| Winterthur 16 ottobre 2022, ore 14:30 CEST 11ª giornata      | Winterthur II | 2 – 0 referto | Taverne | Stadion Schützenwiese |
| \| \| \| \| \| Chiappetta 14’ Schudel 90’ \| Marcatori \| \| |               |               |         |                       |
|                                                              |               |               |         |                       |
| Chiappetta 14’ Schudel 90’                                   | Marcatori     |               |         |                       |

| Zurigo 29 ottobre 2022, ore 16:00 CEST 12ª giornata       | Höngg     | 1 – 1 referto | Taverne | Sportplatz Hönggerberg (165 spett.) |
| \| \| \| \| \| Valente 82’ \| Marcatori \| 16’ Vitulli \| |           |               |         |                                     |
|                                                           |           |               |         |                                     |
| Valente 82’                                               | Marcatori | 16’ Vitulli   |         |                                     |

| Torricella-Taverne 5 novembre 2022, ore 17:00 CET 13ª giornata | Taverne   | 1 – 0 referto | Grasshoppers II | Campo comunale Taverne |
| \| \| \| \| \| Seferaj 27’ \| Marcatori \| \|                  |           |               |                 |                        |
|                                                                |           |               |                 |                        |
| Seferaj 27’                                                    | Marcatori |               |                 |                        |

| Tuggen 12 novembre 2022, ore 16:00 CET 14ª giornata                                        | Tuggen    | 6 – 0 referto | Taverne | Sportplatz Linthstrasse |
| \| \| \| \| \| Teixeira 42’ Loué 48’, 52’, 72’ Bärtsch 56’ Barreiro 58’ \| Marcatori \| \| |           |               |         |                         |
|                                                                                            |           |               |         |                         |
| Teixeira 42’ Loué 48’, 52’, 72’ Bärtsch 56’ Barreiro 58’                                   | Marcatori |               |         |                         |

| Torricella-Taverne 19 novembre 2022, ore 15:00 CET 15ª giornata | Taverne   | 0 – 1 referto | Weesen | Campo comunale Taverne |
| \| \| \| \| \| \| Marcatori \| 90’ Riccardi \|                  |           |               |        |                        |
|                                                                 |           |               |        |                        |
|                                                                 | Marcatori | 90’ Riccardi  |        |                        |

#### ritorno
| Torricella-Taverne 26 novembre 2022, ore 15:00 CET 16ª giornata                              | Taverne   | 4 – 1 referto | Kreuzlingen | Campo comunale Taverne |
| \| \| \| \| \| Novaresi 2’ Tchaoulé 20’ Idrissi 90’ Kantor 90’ \| Marcatori \| 61’ Karaki \| |           |               |             |                        |
|                                                                                              |           |               |             |                        |
| Novaresi 2’ Tchaoulé 20’ Idrissi 90’ Kantor 90’                                              | Marcatori | 61’ Karaki    |             |                        |

| Uzwil 25 febbraio 2023, ore 15:00 CET 17ª giornata                                      | Uzwil     | 2 – 2 referto               | Taverne | Sportanlage Rüti (237 spett.) |
| \| \| \| \| \| Sejdija 75’ Franscini 90’ \| Marcatori \| 20’ Muadianvita 40’ Fontana \| |           |                             |         |                               |
|                                                                                         |           |                             |         |                               |
| Sejdija 75’ Franscini 90’                                                               | Marcatori | 20’ Muadianvita 40’ Fontana |         |                               |

| Torricella-Taverne 4 marzo 2023, ore 15:00 CET 18ª giornata   | Taverne   | 2 – 1 referto | Gossau | Campo comunale Taverne |
| \| \| \| \| \| Traore 11’, 56’ \| Marcatori \| 2’ Abegglen \| |           |               |        |                        |
|                                                               |           |               |        |                        |
| Traore 11’, 56’                                               | Marcatori | 2’ Abegglen   |        |                        |

| Collina d'Oro 11 marzo 2023, ore 16:00 CET 19ª giornata | Paradiso  | 1 – 1 referto | Taverne | Campo Pian Scairolo |
| \| \| \| \| \| Meïté 66’ \| Marcatori \| 5’ Niang \|    |           |               |         |                     |
|                                                         |           |               |         |                     |
| Meïté 66’                                               | Marcatori | 5’ Niang      |         |                     |

| Torricella-Taverne 18 marzo 2023, ore 15:00 CET 20ª giornata | Taverne   | 0 – 2 referto        | Freienbach | Campo comunale Taverne |
| \| \| \| \| \| \| Marcatori \| 50’ Straub 80’ Backa \|       |           |                      |            |                        |
|                                                              |           |                      |            |                        |
|                                                              | Marcatori | 50’ Straub 80’ Backa |            |                        |

| Wettswil 12 aprile 2023, ore 20:00 CEST 21ª giornata                                                 | Wettswil-Bonstetten | 6 – 0 referto | Taverne | Sportplatz Moos |
| \| \| \| \| \| Rüegger 19’ Hager 21’ Miljković 45’ Schneebeli 55’ Boakye 82’, 90’ \| Marcatori \| \| |                     |               |         |                 |
| |                     |               |         |                 |
| Rüegger 19’ Hager 21’ Miljković 45’ Schneebeli 55’ Boakye 82’, 90’                                   | Marcatori           |               |         |                 |

| Torricella-Taverne 1º aprile 2023, ore 17:00 CEST 22ª giornata      | Taverne   | 1 – 2 referto         | Lugano II | Campo comunale Taverne |
| \| \| \| \| \| Fontana 27’ \| Marcatori \| 18’ Marc 58’ Musumeci \| |           |                       |           |                        |
|                                                                     |           |                       |           |                        |
| Fontana 27’                                                         | Marcatori | 18’ Marc 58’ Musumeci |           |                        |

| Tuggen 8 aprile 2023, ore 16:00 CEST 23ª giornata                      | Linth 04  | 2 – 1 referto | Taverne | Sportplatz Linthstrasse |
| \| \| \| \| \| Ramabaja 16’ Giger 68’ \| Marcatori \| 19’ Cvetković \| |           |               |         |                         |
|                                                                        |           |               |         |                         |
| Ramabaja 16’ Giger 68’                                                 | Marcatori | 19’ Cvetković |         |                         |

| Torricella-Taverne 15 aprile 2023, ore 17:00 CEST 24ª giornata | Taverne   | 1 – 0 referto | Kosova Zurigo | Campo comunale Taverne |
| \| \| \| \| \| Niang 87’ \| Marcatori \| \|                    |           |               |               |                        |
|                                                                |           |               |               |                        |
| Niang 87’                                                      | Marcatori |               |               |                        |

| 23 aprile 2023, ore 16:00 CEST 25ª giornata | Eschen/Mauren | 3 – 0 | Taverne |  |

| Torricella-Taverne 29 aprile 2023, ore 17:00 CEST 26ª giornata       | Taverne   | 3 – 0 referto | Winterthur II | Campo comunale Taverne |
| \| \| \| \| \| Cvetković 7’ Mille 33’ Fontana 45’ \| Marcatori \| \| |           |               |               |                        |
|                                                                      |           |               |               |                        |
| Cvetković 7’ Mille 33’ Fontana 45’                                   | Marcatori |               |               |                        |

| 6 maggio 2023, ore 17:00 CEST 27ª giornata | Taverne | 0 – 1 | Höngg |  |

| 13 maggio 2023, ore 16:00 CEST 28ª giornata | Grasshoppers II | 2 – 0 | Taverne |  |

| 20 maggio 2023, ore 16:00 CEST 29ª giornata | Taverne | 1 – 2 | Tuggen |  |

| 27 maggio 2023, ore 16:00 CEST 30ª giornata | Weesen | 1 – 3 | Taverne |  |

## Statistiche

### Statistiche di squadra
| Competizione | Punti | In casa | In casa | In casa | In casa | In casa | In casa | In trasferta | In trasferta | In trasferta | In trasferta | In trasferta | In trasferta | Totale | Totale | Totale | Totale | Totale | Totale | DR  |
| Competizione | Punti | G       | V       | N       | P       | Gf      | Gs      | G            | V            | N            | P            | Gf           | Gs           | G      | V      | N      | P      | Gf     | Gs     | DR  |
| ------------ | ----- | ------- | ------- | ------- | ------- | ------- | ------- | ------------ | ------------ | ------------ | ------------ | ------------ | ------------ | ------ | ------ | ------ | ------ | ------ | ------ | --- |
| Prima Lega   | 37    | 15      | 6       | 4       | 5       | 19      | 15      | 15           | 4            | 3            | 8            | 19           | 34           | 30     | 10     | 7      | 13     | 38     | 49     | -11 |
| Totale       | 37    | 15      | 6       | 4       | 5       | 19      | 15      | 15           | 4            | 3            | 8            | 19           | 34           | 30     | 10     | 7      | 13     | 38     | 49     | -11 |

### Andamento in campionato
| Giornata  | 1 | 2 | 3 | 4 | 5 | 6 | 7 | 8 | 9 | 10 | 11 | 12 | 13 | 14 | 15 | 16 | 17 | 18 | 19 | 20 | 21 | 22 | 23 | 24 | 25 | 26 | 27 | 28 | 29 | 30 |
| --------- | - | - | - | - | - | - | - | - | - | -- | -- | -- | -- | -- | -- | -- | -- | -- | -- | -- | -- | -- | -- | -- | -- | -- | -- | -- | -- | -- |
| Luogo     | T | C | T | C | T | C | T | C | T | C  | T  | T  | C  | T  | C  | C  | T  | C  | T  | C  | T  | C  | T  | C  | T  | C  | C  | T  | C  | T  |
| Risultato | V | N | P | V | V | N | P | N | V | N  | P  | N  | V  | P  | P  | V  | N  | V  | N  | P  | P  | P  | P  | V  | P  | V  | P  | P  | P  | V  |
| Posizione | 3 | 3 | 9 | 5 | 4 | 5 | 6 | 6 | 6 | 6  | 8  | 8  | 6  | 8  | 8  | 7  | 7  | 7  | 7  | 8  | 9  | 9  | 10 | 9  | 9  | 9  | 10 | 11 | 11 | 10 |

Legenda:

Luogo: C = Casa; T = Trasferta. Risultato: V = Vittoria; N = Pareggio; P = Sconfitta.